# Deipnon
Le deipnon (en grec : δεῖπνον) est le nom du principal repas dans la Grèce antique, celui du soir.

## Description
Le deipnon se prenait vers le coucher du soleil. Il devait être très simple et on n'y buvait pas. Lorsqu'il s'achevait, une libation de vin pur devait avoir lieu et on entonnait alors un hymne. Le symposion pouvait ensuite commencer. 